# Верхнепавлушкино
Верхнепавлушкино — село в Бугурусланском районе Оренбургской области в составе Нижнепавлушкинского сельсовета.

## География
Находится на расстоянии примерно 48 километров на северо-восток от центра города Бугуруслан.

## История
Село основано в начале XIX века мордовскими переселенцами. В советское время работали колхозы им.Пушкина и «Заветы Ленина». До 1931 годы в селе была Космодемьяновская церковь, сгоревшая при пожаре. .

## Население
Население составляло 382 человека в 2002 году (мордва 84%), 211 по переписи 2010 года.